# The Wonder
The Wonder – szósty album Toma Verlaine’a wydany w 1990 przez wytwórnię Fontana.

## Lista utworów
1. „Kaleidescopin'” (T. Verlaine) – 3:27
2. „August” (T. Verlaine) – 5:22
3. „Ancient Egypt” (T. Verlaine) – 4:32
4. „Shimmer” (T. Verlaine) – 3:36
5. „Stalingrad” (T. Verlaine) – 3:25
6. „Pillow” (T. Verlaine) – 4:27
7. „Storm” (T. Verlaine) – 2:37
8. „5 Hours From Calais” (T. Verlaine) – 4:35
9. „Cooleridge” (T. Verlaine) – 4:17
10. „Prayer” (T. Verlaine) – 3:54

## Skład
- Tom Verlaine – śpiew, gitara
- Jimmy Ripp – gitara
- Fred Smith – gitara basowa
- Andy Newmark – perkusja
- Bruce Brody – instr. klawiszowe

produkcja
- Mario Salvati – inżynier dźwięku
- Fred Smith – mix (3, 7-10), producent
- Julian Mendelsohn – mix (1, 2, 4-6)
- Tom Verlaine – mix (3, 7-10), producent
- John Jansen – producent (2, 4)